# Roberto Pucci
Roberto Pucci (né à Florence, en Toscane, le 24 mai 1464, alors la capitale des États pontificaux, et mort à Rome le 17 janvier 1547) est un cardinal italien du XVIe siècle. Il est le frère du cardinal Lorenzo Pucci (1513) et l'oncle du cardinal Antonio Pucci (1531).

## Repères biographiques
Roberto Pucci exerce plusieurs fonctions importantes dans le gouvernement de Florence, notamment gonfaloniere, sénateur et priore. Il est marié et a trois fils et une fille. Pucci entre dans l'état ecclésiastique après la mort de sa femme et va à Rome.
Il est élu évêque de Pistoia en 1541 en succession de son oncle le cardinal Lorenzo Pucci, et transféré au diocèse de Melfi et Rapolla en 1546. Mgr Pucci est créé cardinal par le pape Paul III lors du consistoire du 2 juin 1542. À partir de 1545, il est grand pénitentiaire.